# Лынев
Лынев (пол. Łyniew) — деревня в Бяльском повете Люблинского воеводства Польши. Входит в состав гмины Вишнице. По данным переписи 2011 года, в деревне проживало 187 человек.

## География
Деревня расположена на востоке Польши, на расстоянии приблизительно 34 километров к юго-востоку от города Бяла-Подляска, административного центра повета. Абсолютная высота — 155 метров над уровнем моря. Через населённый пункт проходит региональная автодорога 812.

## История
По данным на 1827 год имелось 33 двора и проживало 219 человек. Согласно «Справочной книжке Седлецкой губернии на 1875 год» деревня входила в состав гмины Городище Влодавского уезда Седлецкой губернии.
В период с 1975 по 1998 годы находилась в составе Бяльскоподляского воеводства.

## Население
Демографическая структура по состоянию на 31 марта 2011 года:
|         | Всего | До трудоспособного возраста | Трудоспособного возраста | Старше трудоспособного возраста |
| ------- | ----- | --------------------------- | ------------------------ | ------------------------------- |
| Мужчины | 93    | 15                          | 64                       | 14                              |
| Женщины | 94    | 17                          | 50                       | 27                              |
| Всего   | 187   | 32                          | 114                      | 41                              |